# 南锡主教座堂

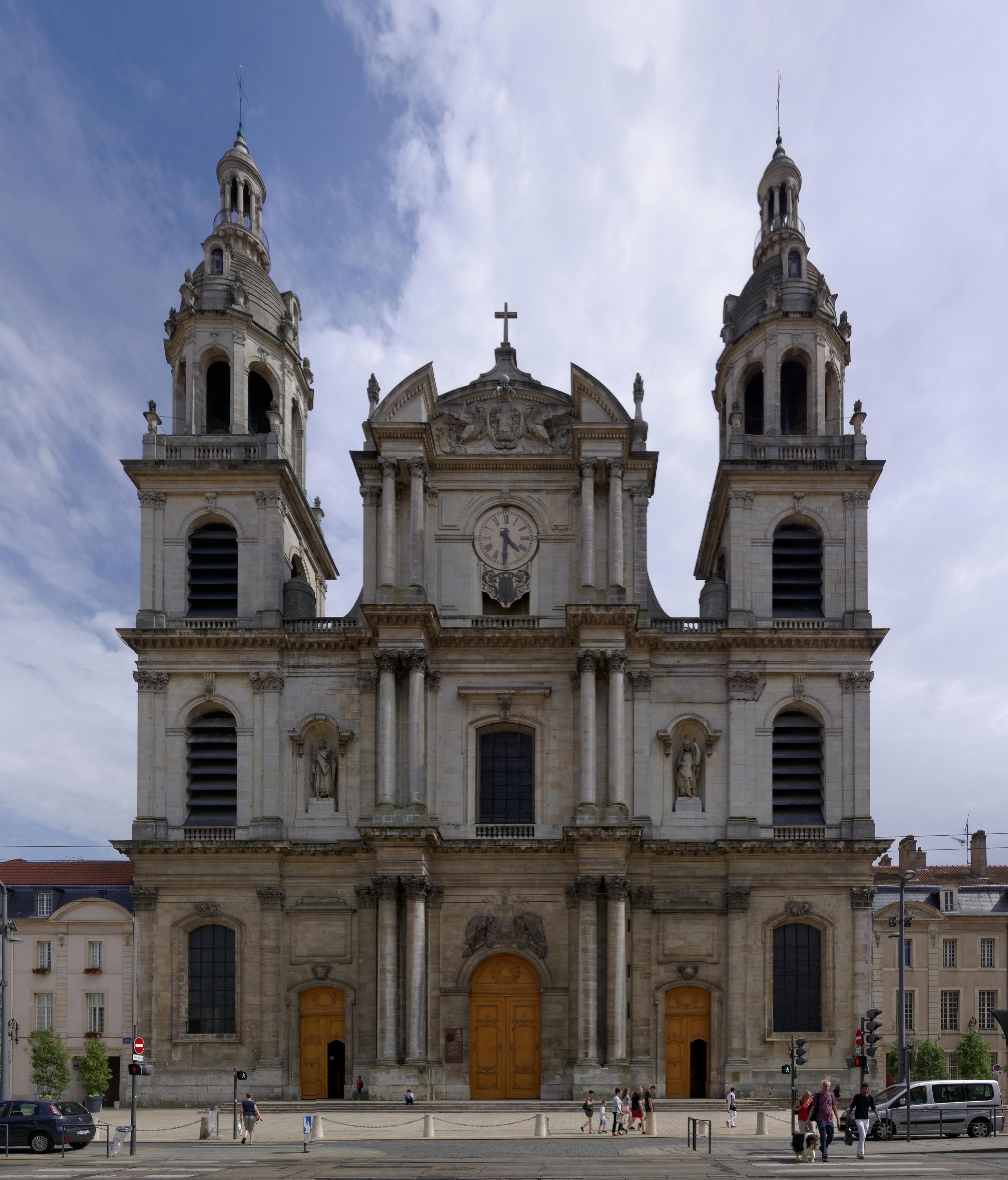
南锡主教座堂

南锡主教座堂，全名南锡圣母领报主教座堂（Cathédrale Notre-Dame-de-l'Annonciation de Nancy）是一座罗马天主教的主教座堂，兴建于18世纪，被列为法国的历史古迹，位于法国洛林大区的南锡。